# Ironman Leeds
Der Ironman Leeds ist eine erstmals im Juli 2025 in Leeds (Region Yorkshire) über die Ironman-Distanz (3,86 km Schwimmen, 180,2 km Radfahren und 42,195 km Laufen) ausgetragene Triathlon-Sportveranstaltung.

## Organisation
2018 und 2022 hatte bereits die ITU World Triathlon Series jeweils in Leeds Station gemacht. Am 27. Juli 2025 fand in Leeds die erste Austragung des Rennens statt und es waren 2400 Teilnehmer gemeldet.
- Das Schwimmen findet im Waterloo Lake statt, der sich innerhalb des Roundhay Parks befindet.[3]
- Das Radfahren führt drei Runden durch das hügelige Umland der Yorkshire Dales. Die Strecke hat 2574 Höhenmeter.
- Der Lauf im Roundhay Park und Umgebung umfasst vier Runden und hat 455 Höhenmeter.[4]

Die Erstaustragung im Juli 2025 ging an den 26-jährigen Franzosen Sam Laidlow. Das Rennen der Frauen wurde als reiner Amateurwettbewerb gestaltet und das Rennen ging an die Britin Adele Martin.

## Weblinks

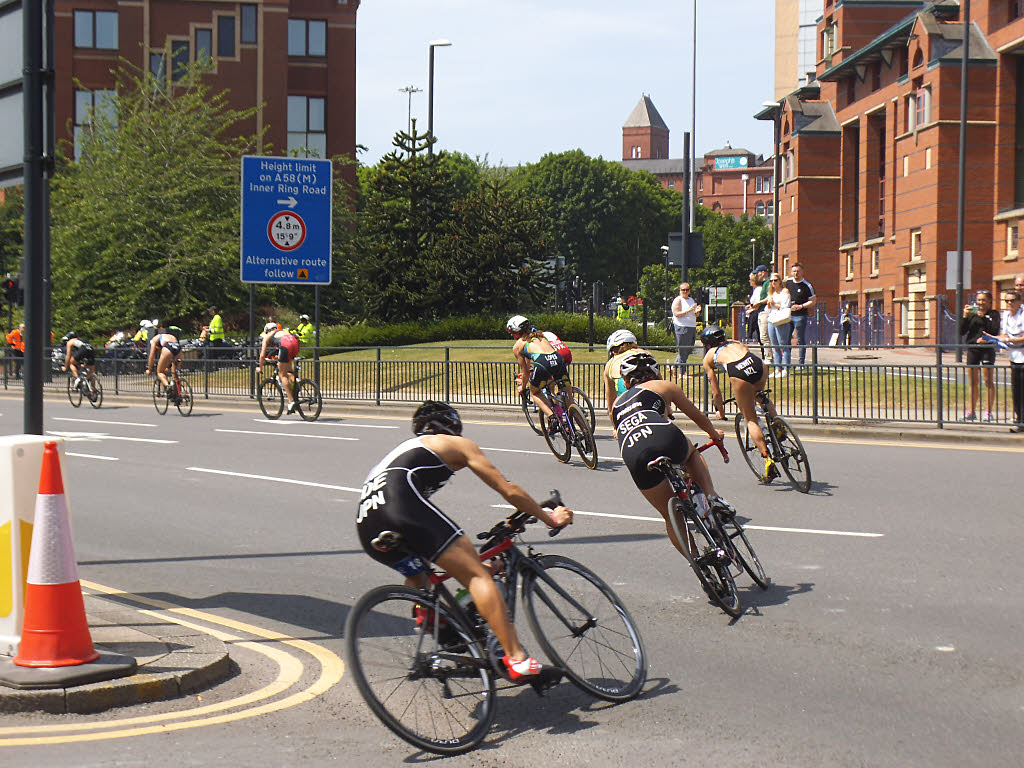
ITU Leeds Triathlon 2018

## Siegerliste
| N ° | Datum/Jahr    | Männer       | Männer          | Männer        | Frauen       | Frauen        | Frauen                |
| N ° | Datum/Jahr    | Erster Platz | Zweiter Platz   | Dritter Platz | Erster Platz | Zweiter Platz | Dritter Platz         |
| --- | ------------- | ------------ | --------------- | ------------- | ------------ | ------------- | --------------------- |
| 2   | 2026          |              |                 |               |              |               |                       |
| 1   | 27. Juli 2025 | Sam Laidlow  | Nathan Guerbeur | Harry Palmer  | Adele Martin | Tory Appleby  | Francesca Muir-Harris |